# Пахноволя
Пахноволя (пол. Pachnowola) — село в Польщі, у гміні Пулави Пулавського повіту Люблінського воєводства.
Населення — 208 осіб (2011).

## Демографія
Демографічна структура станом на 31 березня 2011 року:
|          | Загалом | Допрацездатний вік | Працездатний вік | Постпрацездатний вік |
| -------- | ------- | ------------------ | ---------------- | -------------------- |
| Чоловіки | 100     | 20                 | 68               | 12                   |
| Жінки    | 108     | 21                 | 61               | 26                   |
| Разом    | 208     | 41                 | 129              | 38                   |